# Истанбул Патен
«Истанбул Патен» (тур. Istanbul Paten Kulübü) — хоккейный клуб из города Стамбул. Основан в 1987 году. Выступает в Турецкой хоккейной суперлиге. Домашние матчи проводит на арене Ледовая Галерея.

## Достижения
- Турецкая хоккейная суперлига:
  - Победители (1) : 1998